# Eduard Harkort

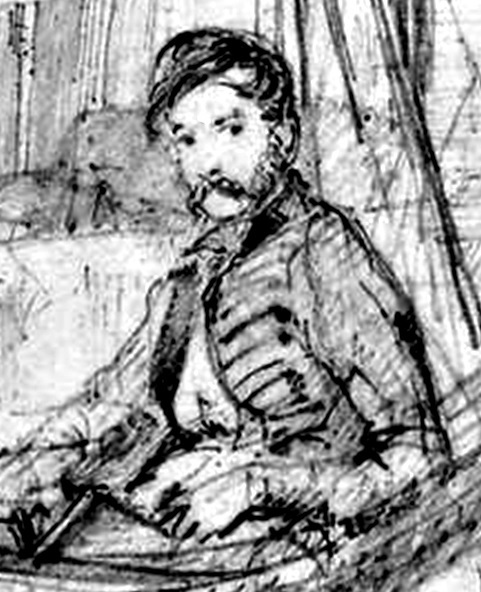
Eduard Harkort, um 1834

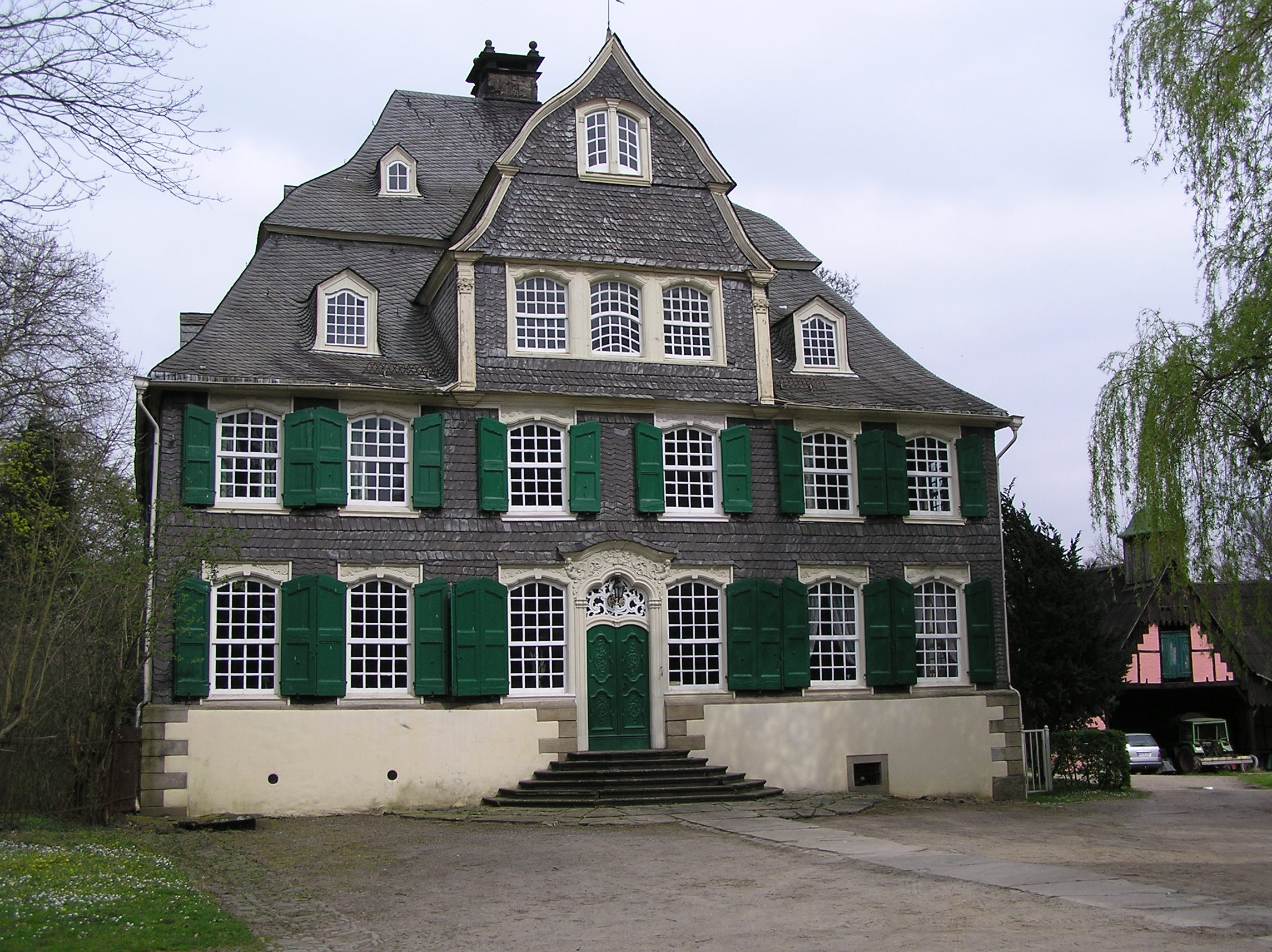
Haus Harkorten, Hagen

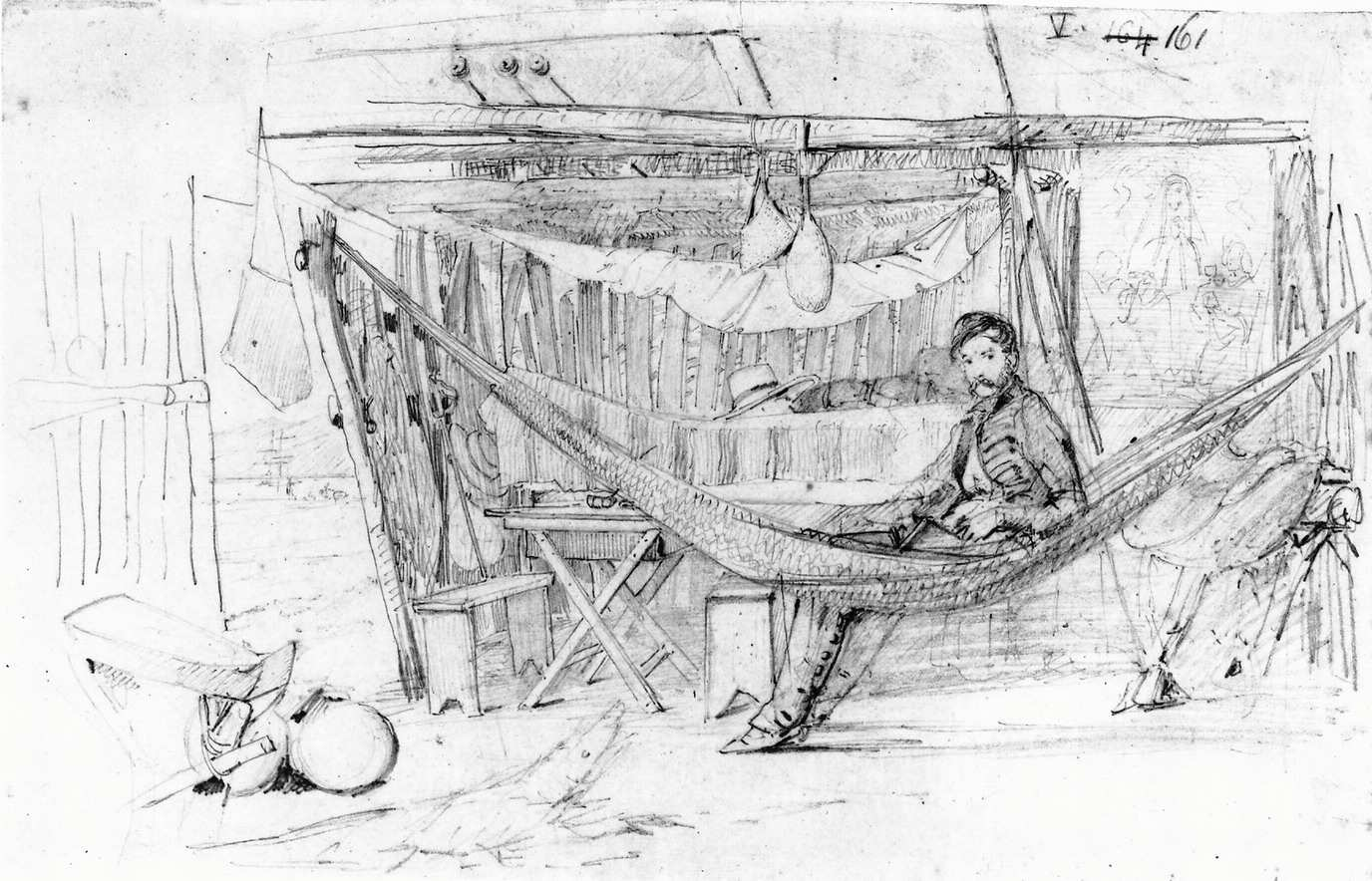
Oberstleutnant Eduard Harkort beim Vollenden einer Militärkarte, Skizze von Johann Moritz Rugendas.

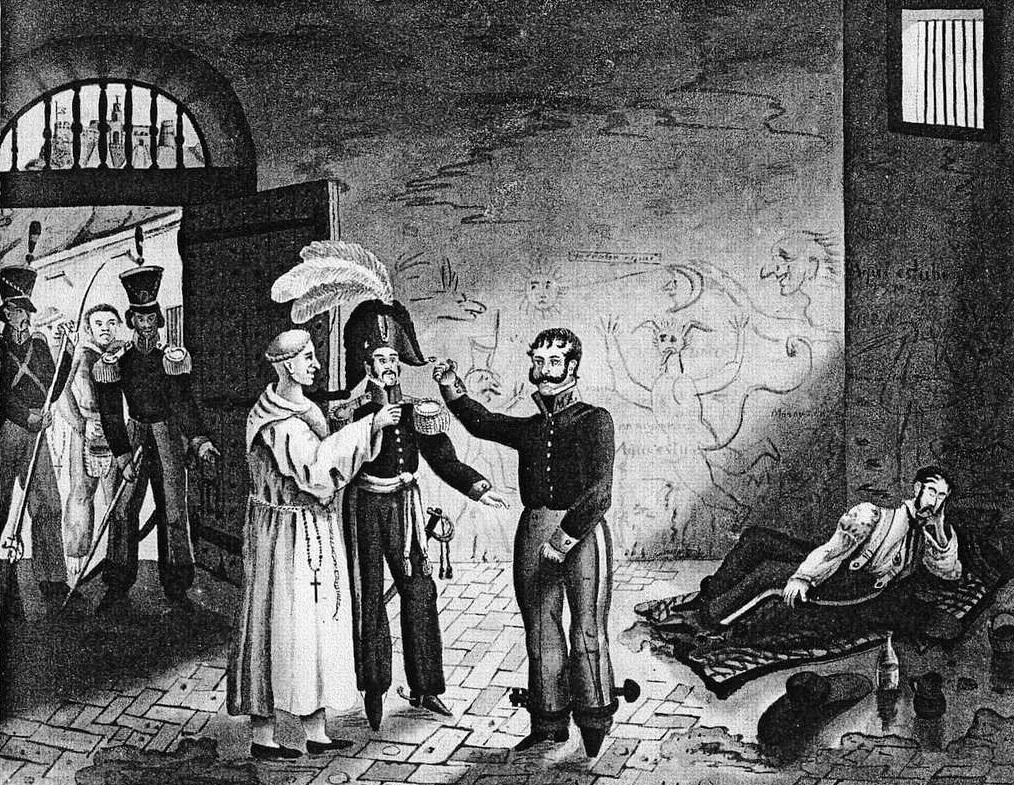
Eduard Harkort im Gefängnis, Selbstbildnis, ca. 1835.

Eduard Harkort (* 18. Juli 1797 in Hagen; † 11. August 1836 in Galveston, Texas) war ein deutscher Bergbauingenieur und Offizier.

## Leben
Eduard Harkort wurde als achtes von neun Kindern des märkischen Eisenwarenfabrikanten und Kaufmanns Johann Caspar Harkort IV. auf Haus Harkorten in Haspe bei Hagen geboren. Es war eine streng protestantische Familie. Er war unter anderem Bruder des Industriellen und Politikers Friedrich Harkort, des Unternehmers Johann Caspar Harkort V. und des Unternehmers, Bankiers und Eisenbahnpioniers Gustav Harkort.
Harkort besuchte zunächst die Volksschule in Quambusch. Er besuchte von 1811 bis 1814 die Gewerbeschule in Hagen. Anschließend machte er eine kaufmännische Ausbildung im Unternehmen seines Vaters, empfand aber Abneigung gegen die kaufmännische Routine, während er sich hingegen für Sprachen, Naturwissenschaften und Mathematik interessierte. Er verbrachte ein Jahr im preußischen Artillerie-Regiment. 1820 wurde er Feldmesser in Hagen.
Harkort heiratete 1822 die um 15 Jahre ältere, katholische Zimmermannswitwe Gudula Kornemann (1782–1857). Die Familie brach mit ihm, insbesondere enterbte ihn 1831 seine Mutter Henriette Catharina Harkort (1761–1837) wegen seiner Heirat: „gegen meinen ausdrücklichen Willen ... törichte und leichtsinnige Heirat mit der Witwe Kornemann geborne Reuter, heimlich und ohne Aufgebot“ Nur zu seinen Brüdern Gustav und Carl blieb der Kontakt bestehen. Das Paar zog in die Nähe von Siegburg, wo Harkort in Geometrie und Vermessung unterrichtete. In Siegburg wurde die Tochter Henriette Harkort (1823–1896) geboren, die bei ihrem Onkel Carl Harkort in Leipzig als Pflegekind aufwuchs. Harkort wohnte in diesen Jahren in der Bachemschen Buchhandlung in der Ehrenstraße 69 in Köln.
Harkort hatte bei Reisen nach England Rechenschieber kennengelernt und 1820 eine Anleitung von Andrew Mackay erworben. Er entwickelte selbst den Universal-Planimeter, worüber er 1824 veröffentlichte. Noch 1824 verfasste er eine eigene, auf preußische Bedürfnisse abgestimmte Abhandlung über die Funktionsweise und Logarithmen wie auch zum Gebrauch und Selbstbau des plani-stereometrischen Schieblineals. Johann Georg Stöckle schrieb Jahre später seine Gebrauchsanleitung des Polymeters, ohne zu erwähnen, dass er auf Harkorts Arbeiten zurückgriff. Die Trennung von seiner Frau erfolgte 1824, nach fünf Jahren. 1824 ging Harkort als Landmesser nach Österreich.
Harkort studierte zwei Jahre auf der Bergakademie in Freiberg in Sachsen Mathematik, Geodäsie, Geologie und das Bergfach. Während des Studiums hatte Harkort bei August Breithaupt Methoden zur qualitativen Bestimmung von Metallen mit Hilfe des Lötrohrs gelernt. Er selbst entwickelte eine Methode zur quantitativen Bestimmung von Silber und anderen Metallen mit Hilfe des Lötrohres, schulte 1823 auch Carl Friedrich Plattner, und veröffentlichte hierzu 1827 eine Schrift.
Auf Vermittlung seines Bruders Gustav nahm Harkort die Stellung eines Direktors der englischen Bergwerksgesellschaft The Mexican Company in Mexiko an, das 1821 in Folge des Mexikanischen Unabhängigkeitskriegs selbstständig geworden war. Er segelte zusammen mit anderen Fachleuten im Herbst 1827 nach Veracruz, errichtete dort das Hüttenwerk Santa Ana und führte die Aufsicht über etwa 30 Bergwerke in Mexiko. Ende 1831 legte er das Direktorium nieder. Er beschäftigte sich mit wissenschaftlichen Arbeiten, hielt Vorlesungen über Mineralogie, durchstreifte das Land von einem Ende zum anderen, nahm topographische Vermessungen vor und fertigte im Auftrag der Regierung Generalstabskarten der Republik Mexiko an.
Am 3. Januar 1832 begann im Lande eine Revolution. Er schloss sich General Antonio Lopez de Santa Ana, den er von früher kannte und der gegen Präsident Anastasio Bustamante kämpfte, an. Er nahm an der Schlacht von Tolome am 3. März 1832 teil, die für Santa Ana unglücklich verlief. Harkort wurde schwer verletzt, geriet für sechs Monate in Gefangenschaft, war zunächst im Hospital, dann in der Festung Perote und schließlich in Puebla. Katholische Priester versuchten, ihn zu bekehren. Er sollte zweimal hingerichtet werden und konnte zuletzt  flüchten. Im Dezember 1832 siegte die Revolutionsarmee; Santa Ana wurde im März 1833 zum Präsidenten Mexikos gewählt.
Harkort wurde zum Chef des Ingenieurkorps und für seine Verdienste zum Ehrenbürger zweier Provinzen ernannt. Er widmete sich wieder wissenschaftlichen Arbeiten zu. Auf einer Reise von Mexiko-Stadt nach Acapulco wird er vom bayrischen Landschaftsmaler Johann Moritz Rugendas begleitet. Erhalten blieb eine Bleistiftzeichnung von Rugendas, die Harkort beim Erstellen seiner Karten zeigte.
Später wechselte Santa Ana die Fahnen, wurde Zentralist und wollte sich sogar zum Kaiser krönen lassen. Harkort schloss sich der liberalen Opposition an, befehligte auf Seiten der „Partei der Reformen Zacatecas“ die Artillerie des Staates Zacatecas. Als die Sache im  Mai 1835 verloren ging, wurde Harkort gefangen genommen und des Landes verwiesen. Über seine Jahre in Mexiko schrieb er später nach Hause: „... mir ist von jenen mühseligen, schlecht belohnten Jahren das Bewußtsein geblieben, mein Gewissen rein erhalten zu haben, ungeachtet mir Hunderttausende unkontrolliert durch die Hände gegangen sind.“
Im November 1835 wurde Harkort in New Orleans angeworben, um am Kampf für die Loslösung von Texas teilzunehmen, das damals noch zu Mexiko gehörte. Zuletzt war er Chef der gesamten Artillerie der texanischen Armee und brachte es bis zum Rang eines Generalobersten. In der Schlacht von San Jacinto gegen Sant Ana im April 1836 sicherte sich der junge Staat Texas seine Selbstständigkeit. Harkort erwarb sich wegen seiner strategischen Fähigkeiten Ruhm und Ehren und bekam nach Beendigung des Feldzuges in Anerkennung seiner Verdienste vom Staate Texas 3.300 acres Land zuerkannt. Er wurde später beauftragt, eine Generalkarte der Küstenregion um Galveston anzufertigen und Festungswerke gegen eine eventuelle Invasion Mexikos anzulegen. Er starb, ohne die Heimat wiederzusehen, mit neununddreißig Jahren im August 1836 an einem bösen Fieber, möglicherweise Gelbfieber.
Seine Tochter Henriette heiratete 1841 den jungdeutschen Publizisten, Journalisten und Schriftsteller Gustav Kühne, der 1858 Harkorts mexikanische Tagebücher herausgab. Mit Stand 1858 hatte Henriette Harkort die zugesagten Ländereien ihres Vaters nicht erhalten.

## Werke
- Der Universal-Planimeter. J. P. Bachem, Köln 1824.
- Planistereometrisches Schieblineal für Künstler und Handwerker des technischen Fachs. Verlag Johann Peter Bachem, Köln, 1824.
- Untersuchung einer Glanzkohle vor dem Löthrohre. Freiberg, 1826.
- Die Probirkunst mit dem Lötrohre. Graz & Gerlach, Freiberg, 1827.